# Rubén Falcón
Rubén Falcón Mínguez (Zaragoza, España, 8 de octubre de 1977) es un exfutbolista español que se desempeñaba en la posición de guardameta. Actualmente es Técnico de la Real Federación Española de Fútbol.

## Trayectoria
Ostenta el récord de ser el jugador que más temporadas ha participado en el Real Zaragoza "B". Con el Real Zaragoza debutó en la 22.ª jornada de la temporada 2004-05, en el partido que enfrentaba al equipo blanquillo contra Albacete Balompié en el Estadio Carlos Belmonte, encuentro que finalizó con derrota para su conjunto por dos a uno.

## Clubes
| Club                  | País   | Año       |
| --------------------- | ------ | --------- |
| Real Zaragoza "B"     | España | 1996      |
| Utebo C. F.           | España | 1996-1997 |
| Real Zaragoza "B"     | España | 1997-2002 |
| U. D. Almería         | España | 2002-2003 |
| Real Zaragoza "B"     | España | 2003-2005 |
| Real Zaragoza         | España | 2005      |
| Villanueva C. F.      | España | 2006      |
| S. D. Eibar           | España | 2005-2006 |
| S. D. Huesca          | España | 2006-2007 |
| Rayo Vallecano        | España | 2007-2009 |
| C. D. La Muela        | España | 2009-2010 |
| C. F. Atlético Ciudad | España | 2010      |
| C. D. Leganés         | España | 2010-2013 |
| C. D. Teruel          | España | 2014-2015 |